# Axsjön (Hallingebergs socken, Småland)
Axsjön är en sjö i Västerviks kommun i Småland och ingår i Botorpsströmmens huvudavrinningsområde. Sjön är 21 meter djup, har en yta på 0,208 kvadratkilometer och är belägen 72 meter över havet.

## Delavrinningsområde
Axsjön ingår i det delavrinningsområde (639429-153421) som SMHI kallar för Utloppet av Stora Flugen. Medelhöjden är 65 meter över havet och ytan är 18,79 kvadratkilometer. Räknas de 44 avrinningsområdena uppströms in blir den ackumulerade arean 923,23 kvadratkilometer. Avrinningsområdets utflöde Botorpsströmmen (Tynnsån) mynnar i havet. Avrinningsområdet består mestadels av skog (80 procent). Avrinningsområdet har 1,24 kvadratkilometer vattenytor vilket ger det en sjöprocent på 6,6 procent. Bebyggelsen i området täcker en yta av 0,5 kvadratkilometer eller 3 procent av avrinningsområdet.